# Speocera amazonica
Speocera amazonica là một loài nhện trong họ Ochyroceratidae. Loài này phân bố ở Brasil.